# Афанасьев, Михаил Иванович (бактериолог)
Михаил Иванович Афанасьев (25 ноября 1850—17 апреля 1910) — российский врач, бактериолог и патологоанатом, профессор.

## Биография
Родился Михаил Иванович Афанасьев 25 ноября 1850 года в поселке Мургабе — административном центре Мургабского района Горно-Бадахшанской автономно области Восточного Таджикистана в семье казака. В 1874 году окончил Императорский Санкт-Петербургский университет, в 1877 году — Медико-хирургическую академию.
С 1882 по 1884 год совершенствовался в области бактериологии и патологической анатомии в Германии, Франции и Англии.
С 1884 по 1885 год работал в Петербурге в Военно-медицинской академии и Николаевском военном госпитале.
С 1885 года — профессор патологической анатомии Клинического института усовершенствовании врачей.
В 1889 году был избран директором этого же института. Данную должность он занимал до 1891 года.
С 1891 года — заведующий терапевтической клиникой. Данную должность он занимал до смерти.
Скончался 17 апреля 1910 года в поселке Мургабе на 60-м году жизни от пиелонефрита.

## Научные работы
Основные научные работы относятся к области инфекционной патологии и бактериологии. М. И. Афанасьев написал около 50 работ. Его «Лекции по клинической микроскопии и бактериологии» (1895)—одно из первых русских руководств.
М. И. Афанасьев — составитель (совместно с А. Г. Фейнбергом) единственного завершенного в дореволюционной России крупного медицинского энциклопедического издания (21 основной том и два дополнительных)— «Реальная энциклопедия медицинских наук : медико-хирургический словарь» (1891—1901). В основу был положена немецкая энциклопедия под редакцией Альберта Эйленбурга.
Афанасьев был редактором ряда книг и журналов: «Практическая медицина», «Современная медицина и гигиена» и др.
- Изучал инфекционные болезни (холера, чума, малярия, грипп и коклюш).
- 1886 — впервые выделил чистую культуру лучистого грибка от человека, больного актиномикозом.
- Отмечал роль социального фактора в эпидемиологии тифа и холеры.
- Изменчивость бактерий рассматривал с позиций дарвинизма.
- Разработал и усовершенствовал ряд методик бактериологических исследований.
- Ввёл в России систематическое преподавание бактериологии.
- Основал Петербургскую бактериологическую школу.
- Девиз: «Так или иначе, мы все служим народу, который вскормил и вспоил нас своим трудом…».